# Jaworzynka (dopływ Skawicy)
Jaworzynka – potok górski, prawostronny dopływ Skawicy o długości 7,5 km i powierzchni zlewni 23,12 km².
Potok płynie w Beskidzie Żywieckim (Pasmo Babiogórskie), na terenie miejscowości Zawoja. Jego źródła znajdują się na wysokości około 1000 m n.p.m. na północno-zachodnich stokach przełęczy Krowiarki, w obrębie Babiogórskiego Parku Narodowego. Spływa w północno-zachodnim kierunku przez osiedle Policzne, a następnie przez kilka innych osiedli Zawoi Górnej, zasilany wodami wielu mniejszych potoków (zwłaszcza spływającymi z północnych skłonów Babiej Góry). W centrum Zawoi, na wysokości około 595 m n.p.m., łączy się z potokiem Jałowiec, dając początek Skawicy.
Doliną Jaworzynki biegnie droga wojewódzka nr 957 z Białki koło Makowa Podhalańskiego przez Zawoję do Jabłonki i dalej Nowego Targu.
Wzdłuż doliny potoku, w górnym jego biegu, wytyczono niebieski szlak turystyczny z Zawoi – Policznego na przełęcz Krowiarki, a także szlaki rowerowe.